# Ubaldo Maria Del Colle
Ubaldo Maria Del Colle (Roma, 27 giugno 1883 – Roma, 24 agosto 1958) è stato un attore, regista e sceneggiatore italiano.

## Biografia
Iniziò l'attività teatrale nel 1903 con la compagnia  Fumagalli-Franchini, e due anni più tardi debuttò nel cinema come interprete da protagonista del primo film italiano a soggetto, La presa di Roma, prodotto dalla Alberini & Santoni.  
In seguito tornò nuovamente al teatro, ma contemporaneamente fu attivo sempre nel cinema con l'interpretazione di tre cortometraggi della Cines (tra i quali Otello del 1906) e dal 1910 si dedicò completamente a tale ambito, divenendo ben presto uno dei più prolifici e famosi attori-registi del muto.
Dal 1911 fu contemporaneamente attore, regista e sceneggiatore in diverse pellicole per diverse case cinematografiche, fra queste la Pasquali Film, la Savoia Film, la Genova Film, la Lombardo Film, la Any Film, la Miramare Film ed altre, ed in film come Giovanna d'Arco (1913), Mimì Fanfara (1920), I figli di nessuno (1921), i film della serie Raffles e molti altri. Fu anche produttore con la creazione a Genova della Riviera Films nel 1913 (che produsse 4 film e divenuta in seguito Del Colle Film) e poi a Napoli della Napoletan Film nel 1927 (che realizzò soltanto il film Ridi, pagliaccio).
Abbandonò il cinema alla fine degli anni venti, e negli anni successivi aprì una sala cinematografica a Rapallo.
Riprese l'attività cinematografica nel 1951 come aiuto-regista di Raffaello Matarazzo per il film I figli di nessuno, e nel 1952 diresse il suo ultimo film, Menzogna.

## Filmografia parziale

### Attore
- La presa di Roma, regia di Filoteo Alberini (1905)
- Cuore e patria, regia di Gaston Velle (1906)
- Otello, regia di Mario Caserini (1906)
- Il fornaretto di Venezia, regia di Mario Caserini (1907)
- Vita di Giovanna d'Arco, regia di Mario Caserini (1909)
- Sardanapalo, re dell'Assiria, regia di Giuseppe De Liguoro (1910)
- L'Odissea, regia di Francesco Bertolini e Giuseppe De Liguoro (1911)
- L'erede di Jago, regia di Alberto Carlo Lolli (1913)
- La redenzione di Raffles, regia di Luigi Mele (1914)
- Addio amore!, regia di Alberto Carlo Lolli (1916)
- L'aquila, regia di Mario Gargiulo (1917)
- Le mariage de Chiffon, regia di Alberto Carlo Lolli (1918)
- La grande marniera, regia di Gero Zambuto (1920)
- La sconosciuta, regia di Bianca Virginia Camagni (1921)
- Luna nuova, regia di Armando Fizzarotti e Mario Volpe (1925)
- Fenesta ca lucive, regia di Armando Fizzarotti e Mario Volpe (1926)

### Regista

Il colosso vendicatore con Giovanni Raicevich, film diretto nel 1922

- La moglie del pittore, regia e interpretazione (1911)
- La prigione infuocata, regia e interpretazione (1911)
- Lo sfregio, regia e interpretazione (1911)
- La prigione infuocata, regia e interpretazione (1911)
- Il diamante azzurro, regia e sceneggiatura (1911)
- Lo sfregio, regia e interpretazione (1911)
- L'uragano, regia e interpretazione (1911)
- Calvario, regia e interpretazione (1911)
- Una notte d'amore, regia e interpretazione (1911)
- Una pagina d'amore (1912)
- Sui gradini del trono (1912)
- L'assassinio di un'anima, regia e interpretazione (1912)
- Il carabiniere, co-regia con Ernesto Maria Pasquali (1912)
- I delitti della legge (1912)
- Vita tragica, regia e interpretazione (1912)
- La morsa, regia e interpretazione (1912)
- L'automobile in fiamme, regia e interpretazione (1912)
- Il giudice istruttore, regia e interpretazione (1912)
- L'incubo (1912)
- Satanella, regia e interpretazione (1913)
- Pro paupere infirmo, co-regia con Ernesto Maria Pasquali (1913)
- Il pane altrui, regia e interpretazione (1913)
- Il principe mendicante (1913)
- Bianco contro negro (1913)
- Il segreto (1913)
- La morte civile (1913)
- Giovanna d'Arco (1913)
- I promessi sposi (1913)
- Il mistero di Jack Hilton, regia e interpretazione (1913)
- Jone o Gli ultimi giorni di Pompei, co-regia con Giovanni Enrico Vidali (1913)
- Ultimo anelito (1914)
- L'uomo inutile (1914)
- Margot, regia e interpretazione (1914)
- Il procuratore generale, regia e interpretazione (1915)
- Le due maschere, regia, interpretazione e sceneggiatura (1915)
- Cavalleria rusticana, regia e interpretazione (1916)
- Zingari, co-regia con Mario Gargiulo e interpretazione (1916)
- Castigo (1917)
- Il ventre di Parigi, regia e interpretazione (1917)
- O sole mio (1917)
- Torna a Surriento (1919)
- Martino il trovatello, co-regia con Alberto Capozzi (1919)
- ...La bocca mi baciò tutto tremante, regia e interpretazione (1919)
- Marta Galla, regia, interpretazione e sceneggiatura (1920)
- Mimì Fanfara, regia, interpretazione e sceneggiatura (1920)
- Il re della forza, regia e sceneggiatura (1920)
- La banda dei rossi (1920)
- Nigrus, regia e interpretazione (1920)
- I figli di nessuno, regia, interpretazione e sceneggiatura (1921)
- Il pugno del gigante, regia e interpretazione (1921)
- La pianista di Haynes, regia, interpretazione e sceneggiatura (1921)
- Lucia, Luci..., regia e interpretazione (1922)
- L'uomo della foresta, regia e interpretazione (1922)
- Il colosso vendicatore, regia (1922)
- La leoparda ferita, regia e interpretazione (1923)
- Te lasso!..., regia e interpretazione (1925)
- Chiagno pe tte!..., regia e interpretazione (1925)
- Napule ca se ne và, regia e interpretazione (1926)
- 'O Marenariello (1927)
- La madonnina dei marinari (1928)
- ...Nun è Carmela mia!, regia e interpretazione (1928)
- Napule e Surriento (1929)
- Menzogna, regia e sceneggiatura (1952)

### Produttore
- Il romanzo di un ladro, regia e interpretazione (1914)
- Nostalgia, regia e interpretazione (1915)
- Lo spettro del sotterraneo, regia e interpretazione (1915)
- L'uomo dall'orecchio mozzato, regia e interpretazione (1916)
- Ridi, pagliaccio (1927)